# Hamilton (Geórgia)
Hamilton é uma cidade localizada no estado americano de Geórgia, no Condado de Harris.

## Demografia
Segundo o censo americano de 2000, a sua população era de 307 habitantes.
Em 2006, foi estimada uma população de 547, um aumento de 240 (78.2%).

## Geografia
De acordo com o United States Census Bureau tem uma área de 5,4 km², dos quais 5,4 km² cobertos por terra e 0,0 km² cobertos por água.

## Localidades na vizinhança
O diagrama seguinte representa as localidades num raio de 32 km ao redor de Hamilton.